# On the Tiles
On the Tiles è un videogioco pubblicato nel 1987 per Commodore 64 dalla Firebird, con protagonista un gatto che si avventura nella città di notte. È noto anche come Night on the Tiles, modo di dire inglese traducibile "notte di bagordi" (letteralmente anche "notte sulle tegole", come il gatto), sebbene questo titolo non sembra essere mai stato usato ufficialmente; nel menù principale appare inoltre Out on the Tiles. Le recensioni del gioco sulle riviste dell'epoca furono nella media; spesso apprezzarono molto la realistica animazione del gatto.

## Modalità di gioco
Il gioco si svolge in un paesaggio notturno di strade cittadine, con visuale di lato e scorrimento orizzontale in entrambi i sensi. Il gatto del giocatore può muoversi sul suolo o sulle piattaforme costituite da tetti, muri, ringhiere, davanzali, con disposizioni varie e a volte non semplici da raggiungere. Si può camminare o correre in orizzontale, saltare, e sputare ai nemici per eliminarli.
Le strade sono popolate da falchi, pulci giganti, ricci, rane e altri animali. Il contatto con falchi e ricci è letale all'istante, in particolare i falchi sono i più pericolosi in quanto danno la caccia al gatto. Altri animali sottraggono solo un po' dell'energia del gatto, che cala anche gradualmente con la fatica, mentre piccioni e topi si possono catturare per recuperarla. Si può incontrare anche un altro gatto, con il quale ci si può azzuffare perdendo energia, e può succedere che dalle finestre vengano lanciati vasi e stivali.
Si hanno a disposizione 9 vite e l'obiettivo del gioco è trovare e raccogliere tutte le lische di pesce, dopodiché si deve raggiungere una delle uscite alle estremità della strada per passare a un nuovo livello. Ci sono in tutto 6 livelli lungo strade diverse, con le stesse modalità, ma sempre più difficili.